# Aytaç Kara
Aytaç Kara (Smirne, 23 marzo 1993) è un calciatore turco, centrocampista del Kasımpaşa.

## Carriera

### Club
Dopo aver giocato con l'Altay in seconda e terza serie turca, nel 2012 passa all'Eskişehirspor con cui gioca in massima serie.

### Nazionale
Ha esordito in Nazionale il 19 novembre 2013 nell'amichevole Turchia-Bielorussia (2-1).